# Sporofit
Sporofit je jedna od dviju odvojenih generacija pteridofita kroz koji biljka prolazi prije nego završi svoj životni ciklus. To je glavna generacija i dominantna faza. Dakle, sve paprati koje rastu u šumi pripadaju generaciji sporofita. Dvije kopije svakog kromosoma nalaze se u svakoj stanici sporofita, što ga čini diploidnim (2n) organizmom. Sporofiti proizvode sporangije na donjoj strani plodnog lišća i stabljike kada dostignu zrelost. Takvi plodni listovi nazivaju se sporofili. Sporangij je struktura unutar koje se spore sjemena razvijaju tijekom mejoze. Pore se oslobađaju iz sporangija u suhim uvjetima kada vanjska ovojnica pukne i otvori se. Za početak sljedeće generacije, gametofita, spore se raspršuju vjetrom ili vodom.
Kada pteridofit proizvodi jednu vrstu spora, naziva se homospornim. Za razliku od heterospornih biljaka, homosporne biljke proizvode samo jednu vrstu spora koje sadrže i muške i ženske dijelove. Nastali gametofit je jednodomni. Suprotno tome, pteridofit koji proizvodi više od jedne vrste spora poznat je kao heterosporni. Heterosporne biljke proizvode dvije vrste spora - megaspore i mikrospore - koje su ženske i muške. Dakle, gametofiti koji nastaju iz heterospornih biljaka su dvodomni, ženski ili muški.